# 伊丽莎·林奇

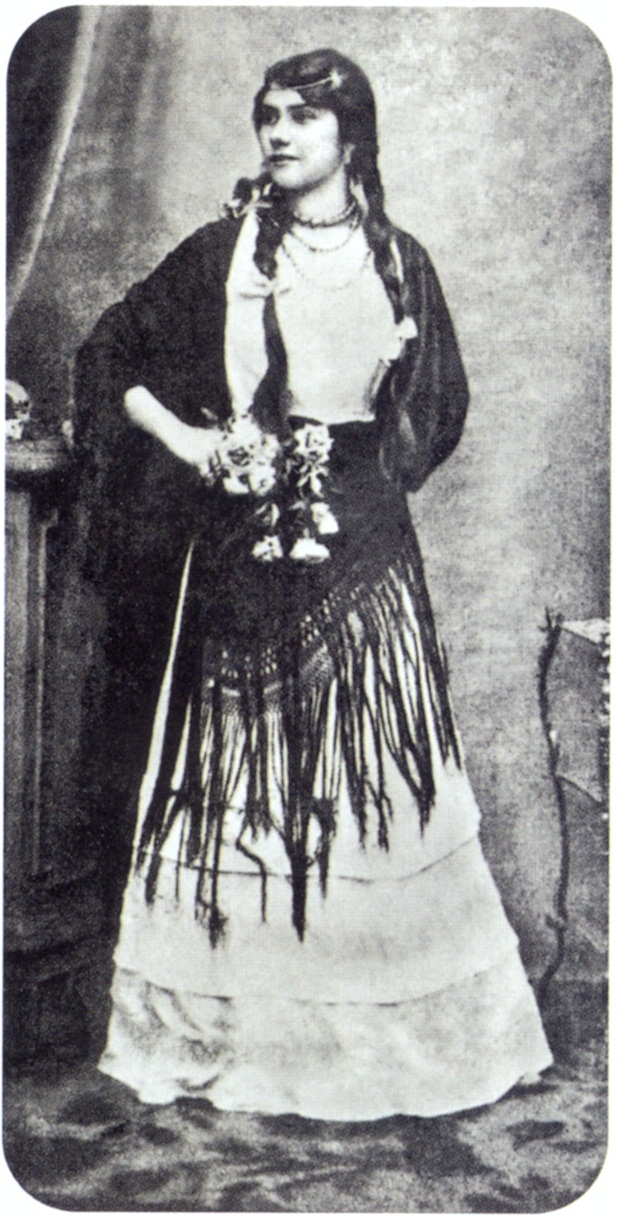
年轻时的伊丽莎·林奇 (1855年)

伊丽莎·林奇（西班牙語：Eliza Alice Lynch，1833年11月19日—1886年7月27日），是巴拉圭总统弗朗西斯科·索拉诺·洛佩斯的情妇，被称为“林奇夫人”。
她来自于爱尔兰的科克，作为拉丁美洲历史上最具争议的女性之一，她被视为“野心勃勃的妓女”，并于1854年通过引诱在法国考察军事的巴拉圭总统继承人弗朗西斯科·索拉诺·洛佩斯，将他变成了“嗜血的独裁者”。然而，这些指控主要是在巴拉圭战争期间敌方阵营所宣传的一部分，并且被证明是不成立的 。如今，她被视为巴拉圭的“民族英雄”。

## 延伸阅读
1. Margaret Nicholas, The World's Wickedest Women, Octopus Books, 1984; pp. 34–35
2. Ed Strosser and Michael Prince, Stupid Wars, pp. unknown

## 文献来源
- Alyn Brodsky: Madame Lynch & Friend: The True Account of an Irish Adventuress and the Dictator of Paraguay who Destroyed that American Nation, London : Cassell, 1976.
- Nigel Cawthorne: The Empress of South America, London : Heinemann [u.a.], 2003, ISBN 0-434-00898-2